# Gérard Verbeke
Gérard Verbeke (in latino: Gerardus Verbeke; Waregem, 15 luglio 1910 – Waregem, 27 marzo 2001) è stato un presbitero e storico della filosofia belga.

## Biografia
Gerard Verbeke nacque da Adolphe Verbeke e fu ordinato sacerdote il 28 aprile 1935. Dal 1946 al 1978 fu professore di filosofia all'Università Cattolica di Lovanio. Nel 1975 ricevette una laurea honoris causa a Milano, seguita da altre a Washington nel 1981 e in Irlanda nel 1987. Al congresso dei filosofi tenutosi dell'agosto 1948 a Magonza, il secondo congresso dei filosofi svoltosi in Germania dopo il 1945, lesse un intervento sul tema Metaphysische Begründung der Wahrheit (Un fondamento metafisico della verità). Nel 1958 pubblicò Augustin et le stoicisme, saggio attuale sull'importanza della Stoà per sant'Agostino. Nel 1961 diede alle stampe la prima edizione critica completa di Guglielmo di Moerbeke, con traduzione. Nel 1982 tenne a Düsseldorf una conferenza dal titolo Avicenna, Grundleger eines Neue Metaphysiks, poi pubblicata in tedesco.
Nel 1989 fu eletto membro corrispondente della British Academy.

## Pubblicazioni selezionate
- L'évolution de la doctrine du Pneuma du stoïcisme à saint Augustin. Louvain 1945.
- Kleanthes van Assos. Brussel 1949[4].
- Literatuuronderwijs en humaniora. Antwerpen 1956.
- Augustin et le stoicisme, in: RA 1 (1958) pp. 67–89.
- Het mysterie van de hoop. Brugge/Breda 1959.
- De mens als 'grens' volgens Aquinas, in: Tijdschrift voor filosofie, 36ª edizione, n. 2, giugno 1974. Lovanio 1974.
- Aquinas and problems of his time, Gerard Verbeke; Daniel Verhelst, in: Mediaevalia Lovaniensia, Series 1, Studia, 5. Lovanio/The Hague 1976.
- La philosophie du signe chez les Stoiciens, in: J. Brunschwig (Hg.), Les Stoiciens et leur logique. Parigi 1978. S. 401–424.
- Belgium and Europe: proceedings of the international Francqui-colloquium, Brussels-Ghent, 12-14 november 1980. Brussel 1981.
- Avicenna, Grundleger einer neuen Metaphysik. Opladen 1983.
- The presence of stoicism in medieval thought. Washington 1983.
- Moral education in Aristotle. Washington 1990.
- D'Aristote à Thomas d'Aquin. Antécédents de la pensée moderne. Recueil d'articles. Lovanio 1990.